# Вятське сільське поселення (Совєтський район)
Вя́тське сільське поселення (рос. Вятское сельское поселение) — муніципальне утворення у складі Совєтського району Марій Ел, Росія. Адміністративний центр — село Вятське.

## Історія
Станом на 2002 рік існували Вятська сільська рада (село Вятське, присілки Афанассола, Гришино, Калтаксола, Колянур, Удільне, Фокино, Шогаль, Шоптранер, Яманаєво, Янкеєво) та Оршинська сільська рада (село Орша, присілки Березята, Вершинята, Захарята, Кордемучаш, Лаксола, Марі-Орша, Нурмучаш, Ожиганово), присілки Новий Ургакш та Старий Ургакш перебували у складі Ургакської сільської ради.
1 квітня 2009 року було ліквідовано Оршинське сільське поселення (колишня Оршинська сільська рада), його територія увійшла до складу Вятського сільського поселення (колишня Вятська сільська рада, присілки Новий Ургакш та Старий Ургакш).

## Населення
Населення — 3212 осіб (2019, 3397 у 2010, 3304 у 2002).

## Склад
До складу поселення входять такі населені пункти:
| Населений пункт        | Населення, осіб (2002) | Населення, осіб (2010) |
| ---------------------- | ---------------------- | ---------------------- |
| Афанассола, присілок   | 76                     | 64                     |
| Березята, присілок     | 27                     | 25                     |
| Вершинята, присілок    | 17                     | 7                      |
| Вятське, село          | 1662                   | 1777                   |
| Гришино, присілок      | 29                     | 44                     |
| Захарята, присілок     | 114                    | 78                     |
| Калтаксола, присілок   | 51                     | 41                     |
| Колянур, присілок      | 279                    | 283                    |
| Кордемучаш, присілок   | 85                     | 108                    |
| Лаксола, присілок      | 5                      | 0                      |
| Марі-Орша, присілок    | 172                    | 151                    |
| Новий Ургаш, присілок  | 5                      | 12                     |
| Нурмучаш, присілок     | 1                      | 2                      |
| Ожиганово, присілок    | 23                     | 21                     |
| Орша, село             | 449                    | 423                    |
| Старий Ургаш, присілок | 87                     | 86                     |
| Удільне, присілок      | 40                     | 51                     |
| Фокино, присілок       | 114                    | 94                     |
| Шогаль, присілок       | 75                     | 73                     |
| Шоптранер, присілок    | 8                      | 9                      |
| Яманаєво, присілок     | 53                     | 41                     |
| Янкеєво, присілок      | 8                      | 7                      |